# My (fornavn)
My er et svensk kvindenavn. Ifølge Historiska museet i Stockholms hjemmeside er navnet My sandsynligvis opstået som kortform til navnet Maria. My er også navnet på det 12. bogstav i det græske alfabet.
Navnet My er blevet kendt som navnet på en figur i Tove Janssons bogserie Mumitroldene. My i Mumitroldene er lille af størrelse og kaldes "Lille My" ("Lilla My" på svensk). I serien stammer navnet fra det græske bogstav my (μ), som bruges som symbol for SI-præfikset mikro- (en milliontedel) og derved symboliserer noget meget småt.
Per 1. januar 2025 levede der 1.015 kvinder og 6 mænd i Danmark som havde My som deres første fornavn.

## Personer med fornavnet My
Dette er en automatisk genereret liste over personer med fornavnet My som er biograferet på dansk Wikipedia. Hvis der er fejl eller mangler i listen, bør oplysningerne redigeres på Wikidata. Alle ændringer lavet her vil blive overskrevet ved næste opdatering. Hvis det viste artikelnavn ikke indeholder "My", kan det skyldes at det er et fornavn eller mellemnavn som ikke eller kun sjældent bruges i normal omtale af personen.
Denne liste bliver periodisk opdateret af en bot. Manuelle ændringer ved listen bliver fjernet ved næste opdatering!
| Navn         | Beskrivelse       | Beskæftigelse                                                              | Født       | Død | Wikidata |
| ------------ | ----------------- | -------------------------------------------------------------------------- | ---------- | --- | -------- |
| Lisa Nilsson | svensk sanger     | sanger pladeartist                                                         | 1970-08-13 |     | Q3042906 |
| Molly Sandén | Svensk sangerinde | singer-songwriter sanger skuespiller tv-vært stemmeskuespiller pladeartist | 1992-07-03 |     | Q54836   |